# Mauro Bogado
Mauro Bogado (Parque San Martín, 31 maggio 1985) è un ex calciatore argentino, di ruolo centrocampista.

## Caratteristiche tecniche
È un mediano.

## Carriera
È cresciuto nelle giovanili dell'Argentinos Juniors.

## Palmarès

### Club

#### Competizioni nazionali
- Campionato argentino: 1

Argentinos Juniors: Clausura 2010